# Suliszewo Drawskie
Suliszewo Drawskie – przystanek osobowy w Suliszewie, w Polsce, w województwie zachodniopomorskim, w powiecie drawskim, w gminie Drawsko Pomorskie.

## Ruch pasażerski
| Rok  | Wymiana pasażerska na dobę |
| ---- | -------------------------- |
| 2017 | 0-9                        |
| 2022 | 01-19                      |